# وحيد السنباطي
وحيد السنباطي (12 يناير 2022)، هو صحفي وممثل مصري، شارك في أكثر من 50 عملًا فنيًا.

## وفاته
توفي يوم الأربعاء 12 يناير 2022.

## من أشهر أعماله
- مسلسل «وحلقت الطيور نحو الشرق» في عام 2002.
- مسلسل «الدالي» الجزء الأول في عام 2007.
- مسلسل «سلطان الغرام» في عام 2007.
- مسلسل «بره الدنيا» في عام 2010.
- مسلسل «سلسال الدم» الجزء الخامس في عام 2018.